# Catharina Regina von Greiffenberg
Catharina Regina von Greiffenberg, née le 7 septembre 1633, morte le 10 avril 1694, est une poétesse protestante autrichienne.

## Biographie
Catharina Regina von Greiffenberg naît le 7 septembre 1633 au château de Seyssenegg (de). Issue d'une famille récemment anoblie (noblesse d'office), elle porte le titre de baronne de Seyssenegg.
Après la mort de son père en 1640-1641, son oncle Hans Rudolf von Greiffenberg devient son tuteur. Sa sœur cadette meurt en 1651. En assistant à un office protestant à Presbourg, Catharina Regina von Greiffenberg est frappée d'une illumination : c'est le début de sa carrière poétique et prophétique. Elle est influencée par l'écrivain  (de). Ce dernier fait parvenir des poèmes de Catharina à Sigmund von Birken, président de l'Ordre floral des bergers de la Pregnitz, contribuant à la révélation de son talent. En 1662 paraît son chef-d'œuvre, les Sonnets et Chants spirituels.
La guerre contre les Turcs oblige Catharina à se réfugier à Nuremberg en 1663. Elle y entame l'écriture d'une épopée, La Colonne de la Victoire, relatant la lutte du christianisme et de l'islam, qui paraît en 1675. Elle se marie avec son oncle Hans Rudolf en 1664, puis revient en Autriche. Elle conçoit le projet, infructueux, de convertir l'empereur au protestantisme. Un recueil de douze méditations, surtout en prose, paraît en 1672, suivi d'un second recueil de six méditations en 1693.
Elle meurt le 10 avril 1694, après être retournée à Nuremberg.

## Œuvre

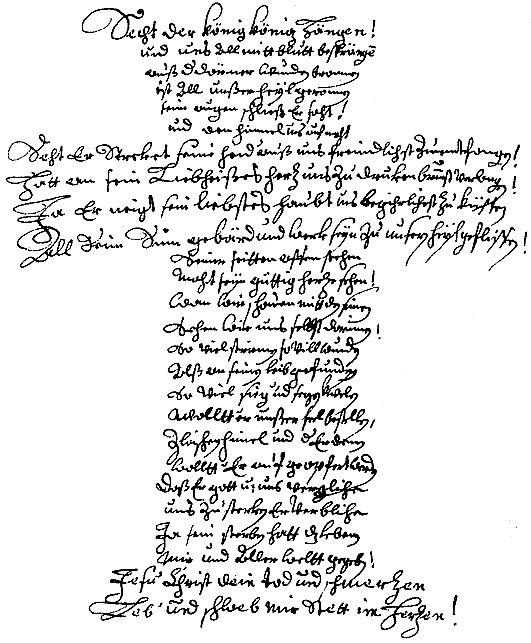
Über den gekreuzigten Jesus !

Certains de ses poèmes, sous forme de calligrammes, ont été adressés en 1658 à Léopold, à l'occasion de son couronnement comme empereur. Ces poèmes sont implicitement critiques à l'égard du catholicisme.

## Liste des œuvres
- Geistliche Sonnette, Lieder und Gedichte, Nuremberg, 1662
- Des Allerheiligst- und Allerheilsamsten Leidens und Sterbens Jesu Christi zwölf andächtige Betrachtungen, Nuremberg, 1672
- Sieges-Säule der Buße und Glaubens wider den Erbfeind Christliches Namens, Nuremberg, 1675
- Des Allerheiligsten Lebens Jesu Christi ubrige sechs Betrachtungen, Nuremberg, 1693

Édition posthume :
- Sämtliche Werke [Œuvres complètes] , Martin Bircher (de) et F. Kemp (éd.), 10 vol., Millwoood, New York, 1983

## Traduction
- Catharina Regina von Greiffenber, Par le destin le plus contraire, trad. Marc Petit, La Différence, « Orphée », 1993